# ویبکه اسکوفترود
ویبکه اسکوفترود (انگلیسی: Vibeke Skofterud؛ زادهٔ ۲۰ آوریل ۱۹۸۰ – درگذشتهٔ ۲۹ ژوئیهٔ ۲۰۱۸) یک اسکی‌باز صحرانوردی نروژی بود.